# Medicaid
Medicaid är ett statligt sjukvårdsförsäkringsprogram i USA till stöd för låginkomsttagare och deras familjer som startades 1965 efter att president Lyndon B Johnson skrev under Social Security Act. Programmet som finansieras genom USA:s hälso- och socialdepartement är avsett "för personer i alla åldrar vars inkomster och ekonomiska resurser inte räcker att betala för vården".
Medicaid är behovsprövat och administreras av delstaterna som har stor frihet att avgöra vem som är berättigad till stöd, och finaniseras gemensamt av USA:s federala statsmakt och delstatsstyrena. Delstaterna är inte skyldiga att delta i programmet, men alla deltar sedan 1982. Medicaid-mottagare måste vara amerikanska medborgare eller fast bosatta, och kan inkludera vuxna låginkomsttagare, deras barn och personer med vissa funktionshinder. Enbart fattigdom kvalificerar inte nödvändigtvis någon för Medicaid.
Patient Protection and Affordable Care Act ("Obamacare" eller ACA) är en serie reformer som utökar antalet stödberättigade och den federala finansieringen av Medicaid avsevärt, med start 2010. Denna expansion skulle ha inneburit att alla amerikanska medborgare  med inkomster upp till 133 procent av fattigdomsgränsen, inklusive vuxna utan beroende barn, kvalificerar sig för stöd i alla delstater som deltar i Medicaid-programmet. USA:s högsta domstol beslutade emellertid i fallet National Federation of Independent Business v. Sebelius att delstater inte behöver acceptera denna utökning för att fortsätta att ta emot tidigare fastställda nivåer av Medicaid-finansieringen och många delstater har därför valt att fortsätta med samma finansieringsnivåer och behörighetskriterier som innan ACA.